# N-butilamin
n-butilamin je brezbarvna tekočina, ki ima neprijeten vonj in je topna v vodi. V butilaminu so prisotni elementi ogljika, vodika in dušika. Spojina butilamina ima pristno amino skupino, medtem ko v spojini prevladuje polarni značaj.